# Brutus (Catherine Bernard)
Pour les articles homonymes, voir Brutus.
Brutus est une tragédie de Catherine Bernard représentée pour la première fois le 18 décembre 1690, et publiée pour la première fois en 1691.

## Personnages
- BRUTUS, Consul,
- VALERIUS, Consul,
- TITIUS, Fils de Brutus,
- TIBERINUS, Fils de Brutus,
- OCTAVIUS, Envoyé de Tarquin,
- AQUILIUS, Parent de Tarquin,
- VALERIE, Sœur de Valerius.
- AQUILIE, Fille d'Aquilius.
- PLAUTINE, Confidente de Valerie.
- ALBINE, Confidente d'Aquilie.
- MARCELLUS, Confident de Titus.

## Postérité
La pièce connut un certain succès critique et commercial, elle fut représentée vingt-cinq fois à la Comédie-Française lors de sa création.

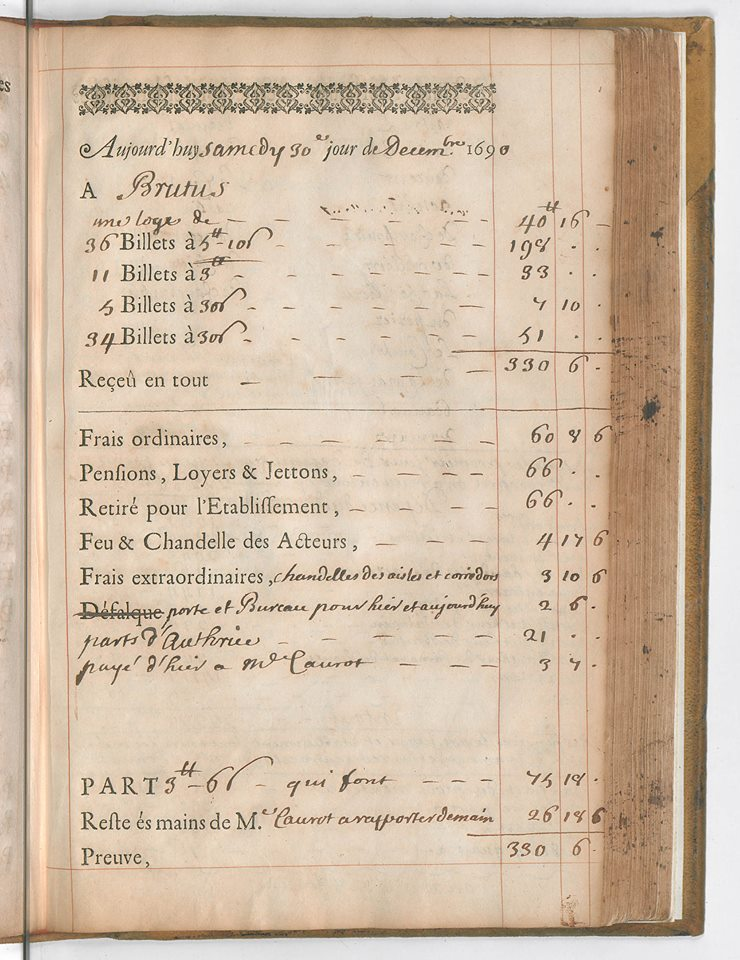
Registre des comptes pour Brutus de Catherine Bernard

Quarante ans après la pièce de Catherine Bernard, et une vingtaine d'années après la mort de cette dernière, Voltaire rédige à son tour une pièce intitulée Brutus. Il est cependant accusé par la critique d'avoir plagié plusieurs vers sur la pièce de Catherine Bernard. Certains partisans de l'écrivain, et Voltaire lui-même, accusent Catherine Bernard de ne pas être la véritable autrice de ce Brutus de 1690, et qu'il s'agirait de Bernard de Fontenelle,. Il convient de rappeler que cette polémique intervient deux décennies après la mort de l'autrice, et trente ans après la première représentation de la pièce.
Cette accusation incertaine est donc discutée aujourd'hui, étant donné l'absence de preuve d'une soi-disant coopération littéraire entre Catherine Bernard et Bernard de Fontenelle, et encore moins de son importance dans le cas où elle aurait existé. Elle valut cependant à Bernard son effacement de l'histoire littéraire jusqu'au XXe siècle.

## Éditions modernes
Œuvres, textes établis, présentés et annotés par Franco Piva, Paris, Nizet, coll. « Biblioteca della ricerca. Testi stranieri », Tome II, Théâtre et poésie, 595 p., 1993-1999
Théâtre de femmes de l'Ancien Régime, dir. Aurore Évain, Perry Gethner et Henriette Goldwyn, vol. 3, Publications de l'Université de Saint-Étienne, 2011.
Théâtre de femmes de l'Ancien Régime, dir. Aurore Évain, Perry Gethner et Henriette Goldwyn, vol. 3, Classiques Garnier, 2022.